# Bedford (Pennsylvania)
Bedford è un comune (borough) degli Stati Uniti d'America, capoluogo della contea di Bedford nello stato della Pennsylvania. Secondo il censimento del 2010 la popolazione è di 2 841 abitanti.

## Società

### Evoluzione demografica
La composizione etnica vede una prevalenza della razza bianca (96,1%) seguita da quella afroamericana (1,2%),  dati del 2000.
| borough di Bedford Popolazione |       |
| 2000                           | 3 141 |
| 2010                           | 2 841 |